# Grupo Desportivo União Torcatense
El GDU Torcatense es un equipo de fútbol de Portugal que juega en la Division de Honra de Braga, la cuarta categoría de fútbol en el país.

## Historia
Fue fundado en el año 1928 en la ciudad de Sao Torcato del consejo de Guimaraes en el distrito de Braga y pasó la mayor parte de su historia en las ligas distritales hasta que en la temporada 2005/06 logró el ascenso a la desaparecida Segunda División de Portugal, en la cual solamente jugó en esa temporada.
El club consiguió el ascenso al Campeonato Nacional de Seniores por primera vez para la temporada 2015/16 luego de ganar el título regional, donde estuvo tres temporadas hasta descender a las divisiones regionales.

## Palmarés
- Primera División de Braga: 2

2004/05, 2014/15